# Cabra (Dublín)
Cabra (en gaèlic irlandès An Chabrach que vol dir «la terra pobra») és un barri de la ciutat Dublín, a la província de Leinster, a uns 2 km al nord-oest del centre de la ciutat, a l'àrea administrativa de l'ajuntament de Dublín.
Gran part de Cabra va ser construïda el 1940, en un programa de construcció d'habitatge públic pel Consell municipal de Dublín. Abans de la urbanització, la zona abastava sobretot camps als afores de la ciutat a la comarca de Grangegorman. Moltes de les persones que es van traslladar al barri eren del centre de la ciutat.

## Història
El townland de Cabra es troba al districte de Dublín 7 a Dublín Nord. La baronia és una de les set i mitja que comprenen el comtat de Dublín i comprèn de Cabra a Blanchardstown (d'est a oest) i de Finglas a Chapelizod (de nord a sud).

## Personatges il·lustres
- Eleanor McEvoy
- Steve Collins
- Gene Kerrigan
- Sir Michael Gambon
- Angeline Ball
- Dickie Rock
- Sheamus